# 尾張森岡駅
尾張森岡駅（おわりもりおかえき）は、愛知県知多郡東浦町大字森岡字前田にある、東海旅客鉄道（JR東海）武豊線の駅である。駅番号はCE01。
大府駅と武豊駅を結ぶ武豊線の中間駅（途中駅）の一つ。東浦町北部の森岡地区に位置する。駅名は岩手県盛岡市の盛岡駅と区別するため旧国名の「尾張」が付く。

## 歴史
1886年（明治19年）の武豊線開通から40年以上経った1933年（昭和8年）12月に開業した。1930年代前半に開通した知多鉄道（現・名鉄河和線）への対抗策として実施された気動車列車の運転開始・列車増便（1933年8月実施）にあわせて新設された駅の一つである。同時に開業した他の駅と同じく旅客専用の駅で、なおかつ取り扱う旅客にも制限が付いていた。しかし太平洋戦争中における気動車列車削減によって駅の間隔を広げる必要性が出たため、尾張森岡駅は1944年（昭和19年）11月に休止された。
戦後、休止された駅の復活を求める声が多くなり、1953年ごろからは駅復活を求める陳情活動が行われた。その結果1956年（昭和31年）10月に駅の設置が認可され、翌1957年（昭和32年）4月に再開業した。休止前と異なり再開業後は旅客の取り扱い制限は付かなかったが、同様に旅客専門の駅である。以降、旅客専門のまま1987年（昭和62年）の国鉄分割民営化を迎え、JR東海へと継承されている。

### 年表
- 1933年（昭和8年）12月7日：国有鉄道武豊線の駅として、大府 - 緒川間に開業。旅客のみを取り扱い、荷物や貨物は取り扱わなかった[3]。
  - 取り扱う旅客にも制限があり、武豊線と東海道本線岡崎駅・岐阜駅間の各駅、および東海道本線浜松駅・豊橋駅・蒲郡駅、関西本線桑名駅・四日市駅を発着する旅客に限り取り扱っていた[3]。
- 1939年（昭和14年）7月21日：上記各駅に加え、中央本線大曽根駅・千種駅・鶴舞駅を発着する旅客の取り扱いも開始[3]。
- 1944年（昭和19年）11月11日：前日限りで運輸営業休止[4]。
- 1957年（昭和32年）4月15日：営業再開。上記の旅客の取扱制限は付かず[3]。
- 1987年（昭和62年）4月1日：国鉄分割民営化により、東海旅客鉄道（JR東海）が継承[3]。
- 2006年（平成18年）11月25日：ICカード「TOICA」の利用が可能となる。

## 駅構造
単式ホーム1面1線の地上駅。線路が1線のみなので、列車交換は不可能である。駅舎はなく、駅への出入りはホーム端（踏切横）から行うことになる。
大府駅管理の無人駅（駅員無配置駅）である。なお、JR東海は2013年10月1日より線内の6駅に「集中旅客サービスシステム（現・お客様サポートサービス）」を導入したが、当駅はその対象外となっている。自動券売機はなく、TOICAおよび相互利用が可能な各種ICカードは簡易改札機によって対応している。
| 番線 | 路線      | 方向     | 行先             |
| ---- | --------- | -------- | ---------------- |
|      | CE 武豊線 | 上り     | 大府・名古屋方面 |
| 下り | CE 武豊線 | 武豊方面 |                  |

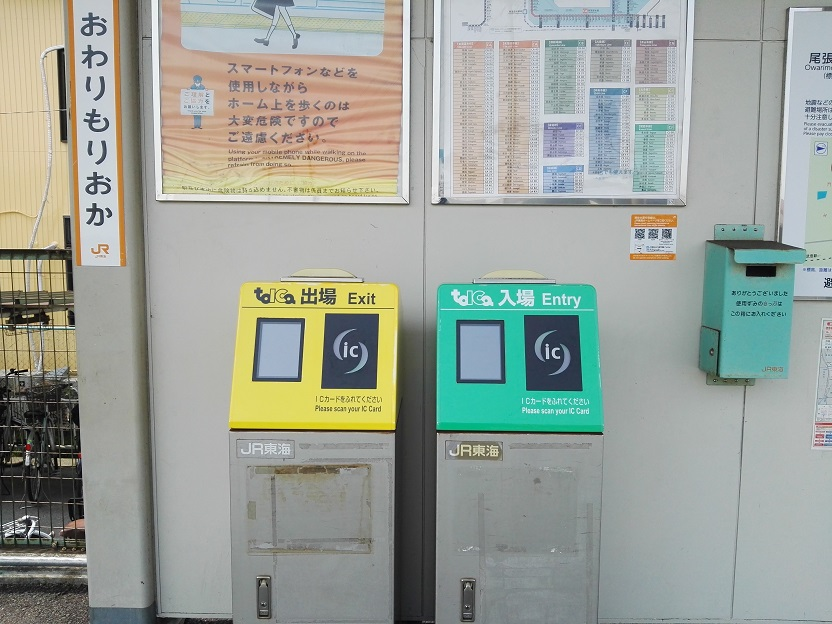
簡易TOICA改札機（2019年4月）
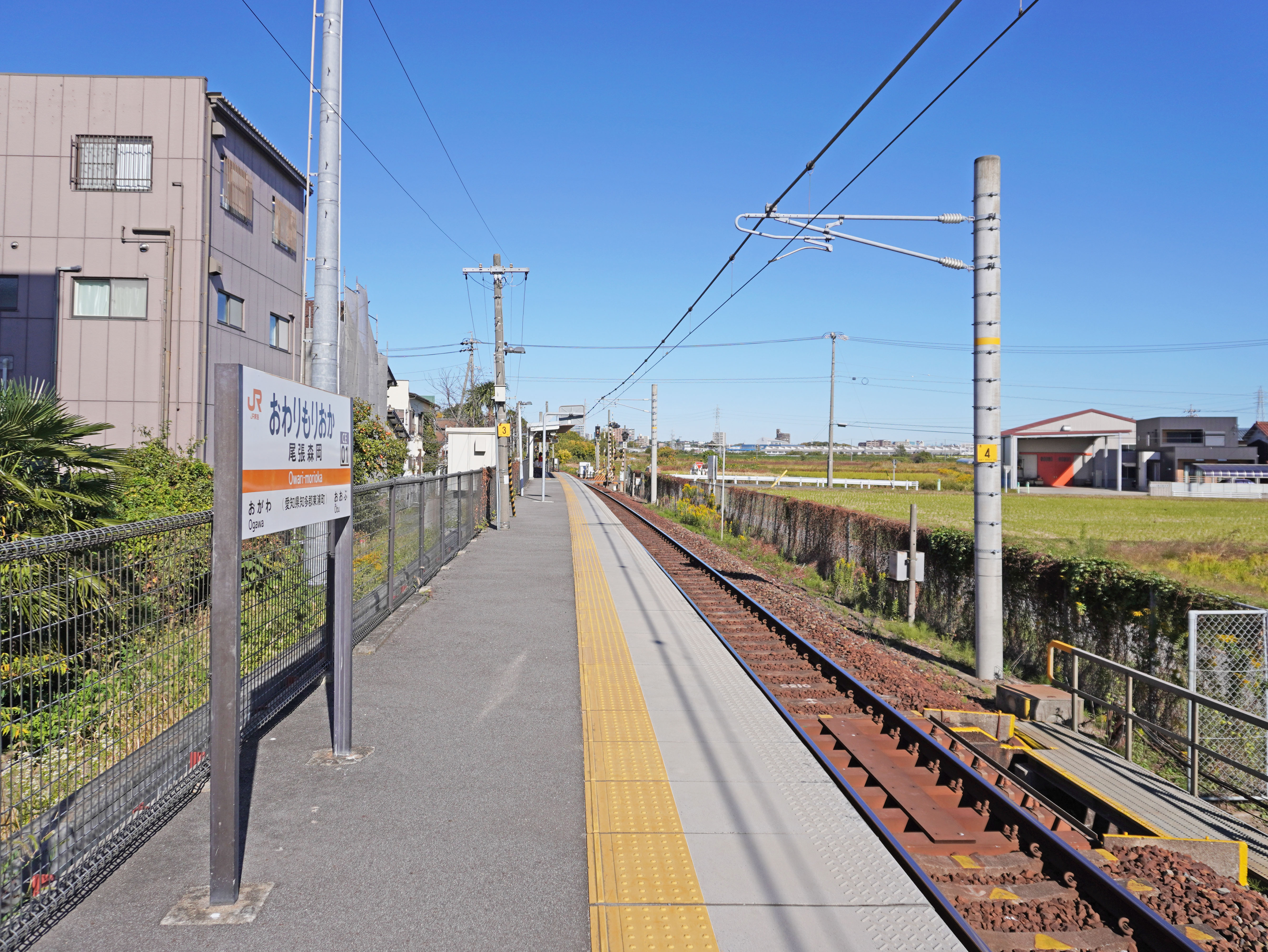
ホーム（2022年11月）
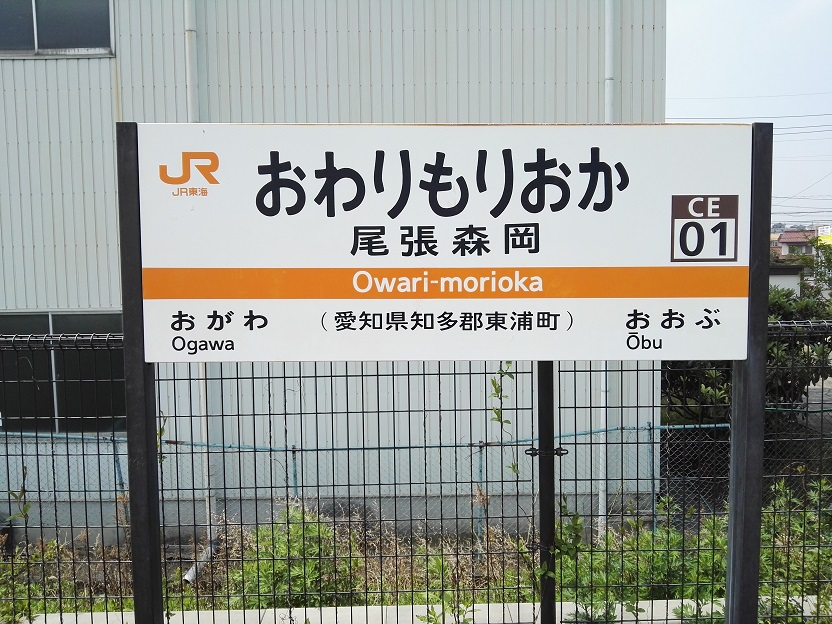
駅名標（2019年4月）

## 利用状況
「愛知県統計年鑑」および「知多半島の統計」によれば、1日平均の乗車人員は以下の通りであった。
| 1日平均の乗車人員の推移 | 1日平均の乗車人員の推移 | 1日平均の乗車人員の推移 |
| 年度                    | 乗車人員                | 出典・備考              |
| ----------------------- | ----------------------- | ----------------------- |
| 1958年度                | 107人                   | [ 8 ]                   |
| 1959年度                | 106人                   | [ 9 ]                   |
| 1960年度                | 116人                   | [ 10 ]                  |
| 1961年度                | 130人                   | [ 11 ]                  |
| 1962年度                | 159人                   | [ 12 ]                  |
| 1963年度                | 167人                   | [ 13 ]                  |
| 1964年度                | 174人                   | [ 14 ]                  |
| 1965年度                | 195人                   | [ 15 ]                  |
| 1966年度                | 不明                    | （記載なし）            |
| 1967年度                | 270人                   | [ 17 ]                  |
| 1968年度                | 279人                   | [ 18 ]                  |
| 1969年度                | 268人                   | [ 19 ]                  |
| 1970年度                | 263人                   | [ 20 ]                  |
| 1971年度                | 不明                    | （記載なし）            |
| 1972年度                | 不明                    | （記載なし）            |
| 1973年度                | 不明                    | （記載なし）            |
| 1974年度                | 不明                    | （記載なし）            |
| 1975年度                | 不明                    | （記載なし）            |
| 1976年度                | 357人                   | [ 26 ]                  |
| 1977年度                | 350人                   | [ 27 ]                  |
| 1978年度                | 342人                   | [ 28 ]                  |
| 1979年度                | 335人                   | [ 29 ]                  |
| 1980年度                | 324人                   | [ 30 ]                  |
| 1981年度                | 319人                   | [ 31 ]                  |
| 1982年度                | 276人                   | [ 32 ]                  |
| 1983年度                | 244人                   | [ 33 ]                  |
| 1984年度                | 253人                   | [ 34 ]                  |
| 1985年度                | 265人                   | [ 35 ]                  |
| 1986年度                | 250人                   | [ 36 ]                  |
| 1987年度                | 261人                   | [ 37 ]                  |
| 1988年度                | 257人                   | [ 38 ]                  |
| 1989年度                | 270人                   | [ 39 ]                  |
| 1990年度                | 293人                   | [ 40 ]                  |
| 1991年度                | 311人                   | [ 41 ]                  |
| 1992年度                | 327人                   | [ 42 ]                  |
| 1993年度                | 330人                   | [ 43 ] [ 44 ]           |
| 1994年度                | 329人                   | [ 45 ] [ 44 ]           |
| 1995年度                | 311人                   | [ 46 ] [ 44 ]           |
| 1996年度                | 317人                   | [ 47 ] [ 48 ]           |
| 1997年度                | 327人                   | [ 49 ] [ 48 ]           |
| 1998年度                | 311人                   | [ 50 ] [ 51 ]           |
| 1999年度                | 320人                   | [ 52 ] [ 53 ]           |
| 2000年度                | 346人                   | [ 53 ]                  |
| 2001年度                | 343人                   | [ 53 ]                  |
| 2002年度                | 321人                   | [ 54 ]                  |
| 2003年度                | 363人                   | [ 54 ]                  |
| 2004年度                | 357人                   | [ 54 ]                  |
| 2005年度                | 399人                   | [ 55 ]                  |
| 2006年度                | 458人                   | [ 55 ]                  |
| 2007年度                | 527人                   | [ 55 ]                  |
| 2008年度                | 514人                   | [ 56 ]                  |
| 2009年度                | 509人                   | [ 56 ]                  |
| 2010年度                | 529人                   | [ 56 ]                  |
| 2011年度                | 525人                   | [ 57 ]                  |
| 2012年度                | 536人                   | [ 58 ]                  |
| 2013年度                | 549人                   | [ 58 ]                  |
| 2014年度                | 576人                   | [ 59 ]                  |
| 2015年度                | 571人                   | [ 60 ]                  |
| 2016年度                | 591人                   | [ 61 ]                  |
| 2017年度                | 608人                   | [ 62 ]                  |
| 2018年度                | 622人                   | [ 62 ]                  |
| 2019年度                | 643人                   | [ 63 ]                  |
| 2020年度                | 540人                   | [ 64 ]                  |
| 2021年度                | 547人                   | [ 64 ]                  |
| 2022年度                | 583人                   | [ 64 ]                  |

## 停車列車
尾張森岡駅には、全列車が停車するが、2018年3月改正まで運行されていた、快速列車は停車しなかった。

## 駅周辺

### 周辺の施設
- 海印寺
- あいち知多農業協同組合森岡支店
- ゲンキー東浦店
- ドミー東浦店

### バス路線
駅西方に「森岡駅西」バス停留所（バス停）があり、東浦町運行バス（う・ら・ら）が発着している。東浦町運行バスには4つの路線があるが、そのうち武豊線緒川駅と町内にある国立長寿医療研究センターを結ぶ路線が経由している。

## 隣の駅
東海旅客鉄道（JR東海）
CE 武豊線

■区間快速・■普通
大府駅 (CE00) - 尾張森岡駅 (CE01) - 緒川駅 (CE02)